# Amanda Black
Amanda Black, valódi neve: Amanda Benedicta Antony; (Butterworth, Eastern Cape, Dél-afrikai Köztársaság 1993. július 23. – ), xhosa anyanyelvű dél-afrikai énekesnő, dalszerző.
Szülőhelyéről később Port Elizabethbe költözött és egy katolikus iskolában tanult. Felsőfokú iskolája a Nelson Mandela Metropolitan University (egyetem) volt, ahol zenei képzést kapott. Bemutatkozó stúdióalbuma 2016-ban jelent meg (Amazulu).
Amanda Black erőteljes szoprán hangon énekel xhosa és angol nyelven.
Kedvencei: Beyonce, Whitney Houston, Brenda Fassie. A soul és a kortárs R&B műfaja áll hozzá közel.

## Album
- 2016 Amazulu